# Waldbrunn, Baden-Württemberg
Waldbrunn är en kommun i Neckar-Odenwald-Kreis i regionen Rhein-Neckar i Regierungsbezirk Karlsruhe i förbundslandet Baden-Württemberg i Tyskland. 
Kommunen bildades 1 januari 1973 genom en sammanslagning av kommunerna Oberdielbach, Schollbrunn, Strümpfelbrunn, Waldkatzenbach och Weisbach.
Kommunen ingår i kommunalförbundet Neckargerach-Waldbrunn tillsammans med kommunerna Binau, Neckargerach och Zwingenberg.